# 南庄镇 (文水县)
南庄镇，是中华人民共和国山西省吕梁市文水县下辖的一个乡镇级行政单位。

## 行政区划
南庄镇下辖以下地区：
南庄村、韩弓村、麻家堡村、温云村、温云营村、横沟村、洪义村、吴村、汾曲村和信贤村。